# Чибьяна-ди-Кадоре
Чибьяна-ди-Кадоре (итал. Cibiana di Cadore) — коммуна в Италии, располагается в провинции Беллуно области Венеция.
Население составляет 483 человека (2008 г.), плотность населения составляет 23 чел./км². Занимает площадь 21 км². Почтовый индекс — 32040. Телефонный код — 0435.
Покровителем коммуны почитается священномученик Лаврентий, празднование 10 августа.

## Демография
Динамика населения:

## Администрация коммуны
- Официальный сайт: https://web.archive.org/web/20130821111104/http://www.comunecibianadicadore.it/